# Выборы в Законодательное собрание Свердловской области (1998)
Ротационные выборы в Законодательное собрание Свердловской области II-го созыва прошли 12 апреля 1998 года по пропорциональной избирательной системе.

## Предшествующие события

### Подготовка к выборам
К выборам были допущены 10 общественно-политических объединений: Наш дом — наш город («Вперёд, Россия!», ДВР, Уральский земской союз); Наш дом — Россия;  Горнозаводской Урал («Кедр», ПСТ и объединение «Гармония и достоинство»;); Коммунисты и аграрии Свердловской области (КПРФ, РКРП и Аграрная партия России); Преображение Урала; ЛДПР; Промышенный союз; блок Социальная помощь и поддержка; СПР; Общественное объединение работников образования и учащихся Свердловской области.

## Результаты выборов

### Нижняя палата
| Областная дума Свердловской области ЗакСо II-го созыва |                                                                                 |             |           |        |       |          |       |       |
| Партия                                                 | Партия                                                                          | Кандидатов  | Голоса    | Голоса | Места | Места    | Места | Места |
| Партия                                                 | Партия                                                                          | Кандидатов  | No.       | %      | До    | Выиграно | После | +/–   |
|                                                        | Наш дом — наш город                                                             | ??          | 255 679   | 20,62  | 3     | 4        | 7     | ▲+4   |
| Против всех                                            | Против всех                                                                     | Против всех | 167 725   | 13,51  |       |          |       |       |
|                                                        | Коммунисты и аграрии Свердловской области                                       | ??          | 146 741   | 11,83  | 3+2   | 3        | 5     | ▬     |
|                                                        | Преображение Урала                                                              | ??          | 114 786   | 9,26   | 7     | 2        | 8     | ▲+1   |
|                                                        | Наш дом — Россия                                                                | ??          | 101 392   | 8,18   | 0     | 2        | 2     | новая |
|                                                        | Горнозаводской Урал                                                             | ??          | 94 040    | 7,58   | 2     | 2        | 4     | ▲+2   |
|                                                        | Промышленный союз                                                               | ??          | 76 077    | 6,14   | 0     | 1        | 1     | новая |
|                                                        | Социальная помощь и поддержка                                                   | ??          | 63 274    | 5,10   | 0     | 1        | 1     | новая |
| Партии, не прошедшие пятипроцентный барьер             |                                                                                 |             |           |        |       |          |       |       |
|                                                        | Общественное объединение работников образования и учащихся Свердловской области | ??          | 60 836    | 4,91   | 0     | 0        | 0     | новая |
|                                                        | ЛДПР                                                                            | ??          | 56 775    | 4,58   | 0     | 0        | 0     | ▬     |
|                                                        | Социалистическая партия России                                                  | ??          | 35 859    | 2,89   | 0     | 0        | 0     | новая |
| Всего                                                  | Всего                                                                           | Всего       | 1 240 118 | 100,00 | 28    | 28       | 28    | ▬     |

### Верхняя палата
- Асбестовский округ № 1 — Крупнин, Николай Михайлович (25 794 голоса; 46,00 %)
- Артемовский округ № 2 — Мельников, Иван Анатольевич (22 594 голоса; 37,02 %)
- Богдановичский округ № 3 — Бессонов, Сергей Юрьевич (18 434 голоса; 27,47 %)
- Верх-Исетский округ № 4 — Нижечик, Юрий Соломонович (20 354 голоса; 40,12 %)
- Железнодорожный округ № 5 — Силин, Яков Петрович (21 201 голос; 39,73 %)
- Кировский округ № 6 — Чернецкий, Аркадий Михайлович (32 935 голосов; 67,61 %)
- Ленинский округ № 7 — Овчинникова, Лидия Андреевна (23 224 голоса; 42,87 %)
- Октябрьский округ № 8 — Ковпак, Игорь Иванович (27 024 голоса; 42,43 %)
- Орджоникидзевский округ № 9 — выборы не состоялись, против всех проголосовало 22 512 избирателей (40,60 %)
- Чкаловский округ № 10 — Гусев, Владимир Владимирович (18 934 голоса; 39,35 %)
- Каменск-Уральский округ № 11 — Якимов, Виктор Васильевич (27 200 голоса; 53,70 %)
- Кировградский округ № 12 — Никитин, Владимир Федорович (21 150 голосов; 47,61 %)
- Краснотурьинский округ № 13 — Михель, Виктор Егорович (19 369 голосов; 33,19 %)
- Красноуфимский округ № 14 — Голенищев, Пётр Ефимович (13 839 голосов; 21,44 %)
- Кушвинский округ № 15 — Бурков, Александр Леонидович (29 403 голоса; 48,44 %)
- Дзержинский (г. Нижний Тагил) округ № 16 — Диденко, Николай Наумович (19 438 голосов; 36,08 %)
- Ленинский (г. Нижний Тагил) округ № 17 — Исаева, Валентина Павловна (14 997 голосов; 28,61 %)
- Первоуральский округ № 18 — Кучерюк, Владимир Данилович (24 901 голос; 42,86 %)
- Серовский округ № 19 — Иванников, Александр Иванович (19 337 голосов; 31,86 %)
- Сысертский округ № 20 — Бурматов, Иван Григорьевич (19 795 голосов; 31,29 %)
- Туринский округ № 21 — Никифоров, Валерий Сергеевич (17 697 голосов; 29,79 %)